# Вільялон-де-Кампос
Вільялон-де-Кампос (ісп. Villalón de Campos) — муніципалітет в Іспанії, у складі автономної спільноти Кастилія-і-Леон, у провінції Вальядолід. Населення — 1911 осіб (2010).
Муніципалітет розташований на відстані близько 220 км на північний захід від Мадрида, 55 км на північний захід від Вальядоліда.

## Демографія
Динаміка населення (INE ):